# 蒂卡姆西弗內斯 (阿拉巴馬州)
蒂卡姆西弗內斯（英語：Tecumseh Furnace）是一個位於美國阿拉巴馬州切羅基縣的非建制地區。該地的面積和人口皆未知。

## 地理
蒂卡姆西弗內斯的座標為33°58′51″N 85°25′29″W / 33.98083°N 85.42472°W，而該地最高點為海拔高度282米（即925英尺）。